# نجيبة (اسم)
نجيبة هو اسم علم مؤنث من أصل عربي، ومعناه هو الأرق الذي لا تأتيها النوم.

## شخصيات تحمل الاسم
- نجيبة أحمد (1954 – )
- نجيبة الحمروني (صحفية تونسية، 10 مايو 1967 – 29 مايو 2016)
- نجيبة إرادة الصفري (مستكشفة برونية، 20 مايو 1983 – )
- نجيبة عبد الله

## وصلات خارجية
- موسوعة السلطان قابوس لأسماء العرب